# キヤノン EOS 6D

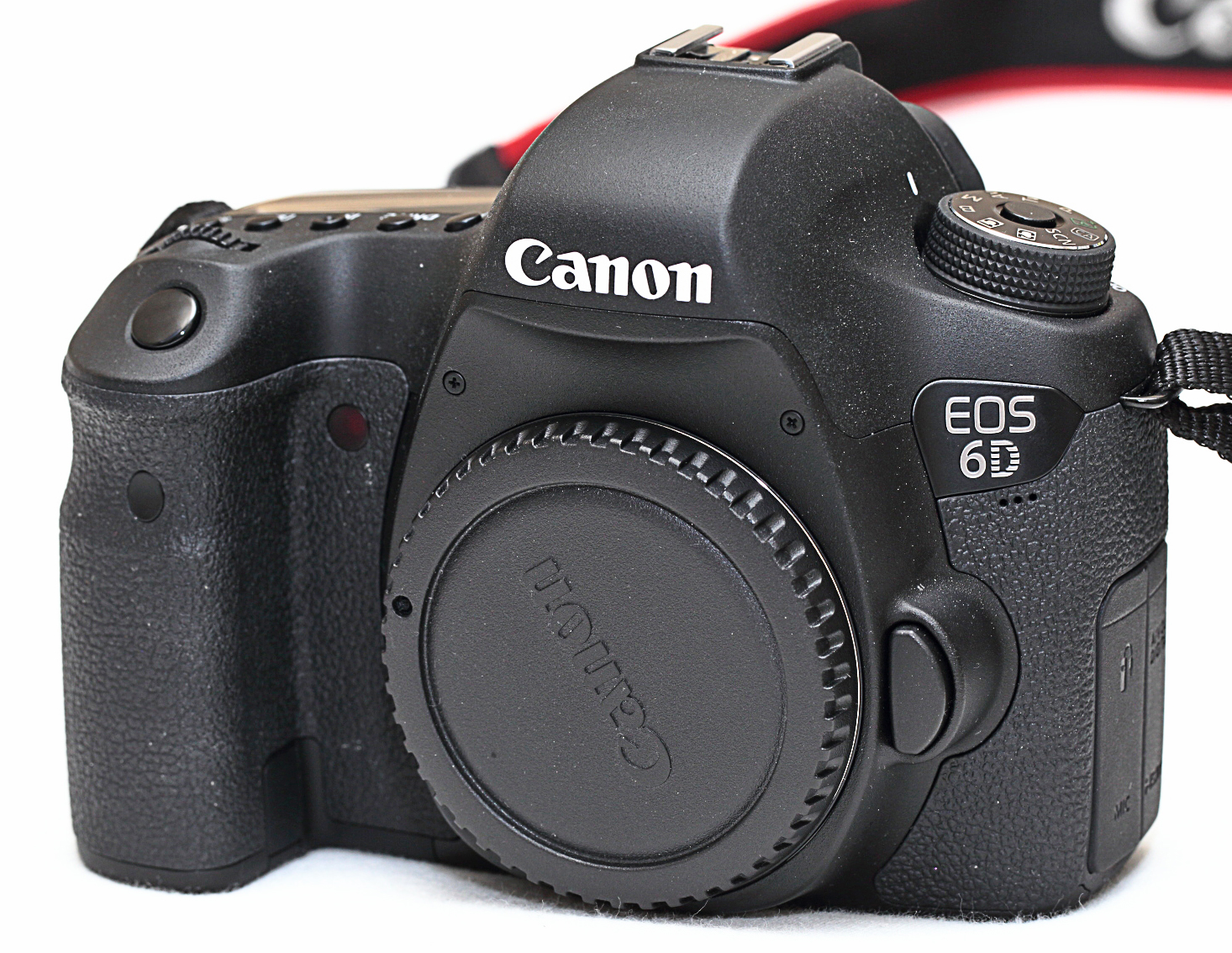
キヤノン EOS 6D

キヤノン EOS 6Dは、キヤノンが2012年11月30日に発売した、EOSシリーズに属するデジタル一眼レフカメラである。EOS 5D系の下位モデルに当たる35 mmフルサイズ機で、5D系からのサイズダウンを図りながら2020万画素の撮像素子、Wi-Fi、GPSを搭載する。

## 特徴
キヤノンの一眼レフカメラで初めてWi-FiとGPSを搭載した機種である。この機能を用いてジオコーディングを行い画像をFacebookやYouTubeに投稿したり、CANON iMAGE GATEWAYやキヤノン製のプリンタにも送信できる。
本体は小型軽量で、35 mmフルサイズ機で最軽量。新開発のバッテリーグリップBG-E13を使用することで、バッテリーパックLP-E6を2個使用可能。また単3形電池も使用可能になる。連写速度は4.5コマ／秒。内蔵フラッシュは付属しない。

## 主な仕様
- 撮像素子：約35.8×23.9 mm フルサイズCMOSセンサー
- 有効画素数：約2020万画素
- 画像エンジン：DIGIC 5+
- 使用レンズ：キヤノンEFレンズ群（EF-Sレンズを除く）
- レンズマウント：キヤノンEFマウント
- フォーカス：11点オートフォーカス
- ISO感度：100-25600相当
- シャッター速度：1/4000 - 30秒、バルブ、ストロボ同調最高シャッター速度 1/180秒
- 測光方式：評価測光（315分割）、部分測光（ライブビュー画面の約11％）、スポット測光（ライブビュー画面の約3％）、中央部重点平均測光
- 露出補正：±2段（1/3、1/2段ステップ）
- ホワイトバランス：オート、太陽光、日陰、くもり、白熱電球、白色蛍光灯、フラッシュ、マニュアル、色温度指定
- ピクチャースタイル：オート、スタンダード、ポートレート、風景、ニュートラル、忠実設定、モノクロ、ユーザー設定
- ファインダー視野率：上下左右とも約97%
- モニタ：104万画素3インチ液晶モニタ
- E-TTL II自動調光対応
- JPEG：約73枚（約1,250枚）RAW：約14枚（約17枚）RAW＋JPEG：約7枚（約8枚）括弧内の数値は、UHS-I対応、8GBカード使用時の枚数
- 大きさ：約144.5（幅）x110.5（高さ）x71.2（奥行）mm
- 重量：680 g（本体のみ）

## 画像

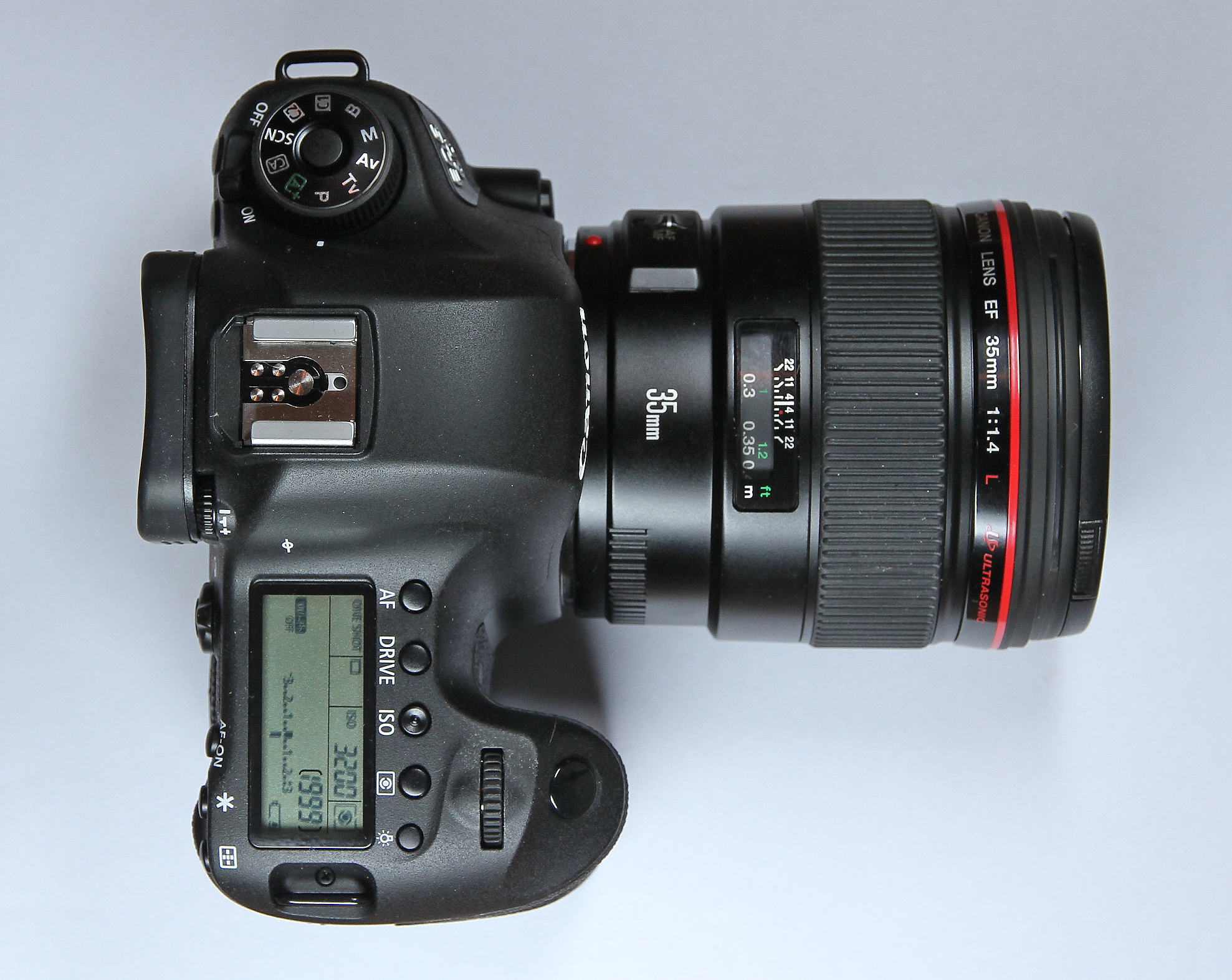
上面（EF 35mm f/1.4Lレンズを装着）
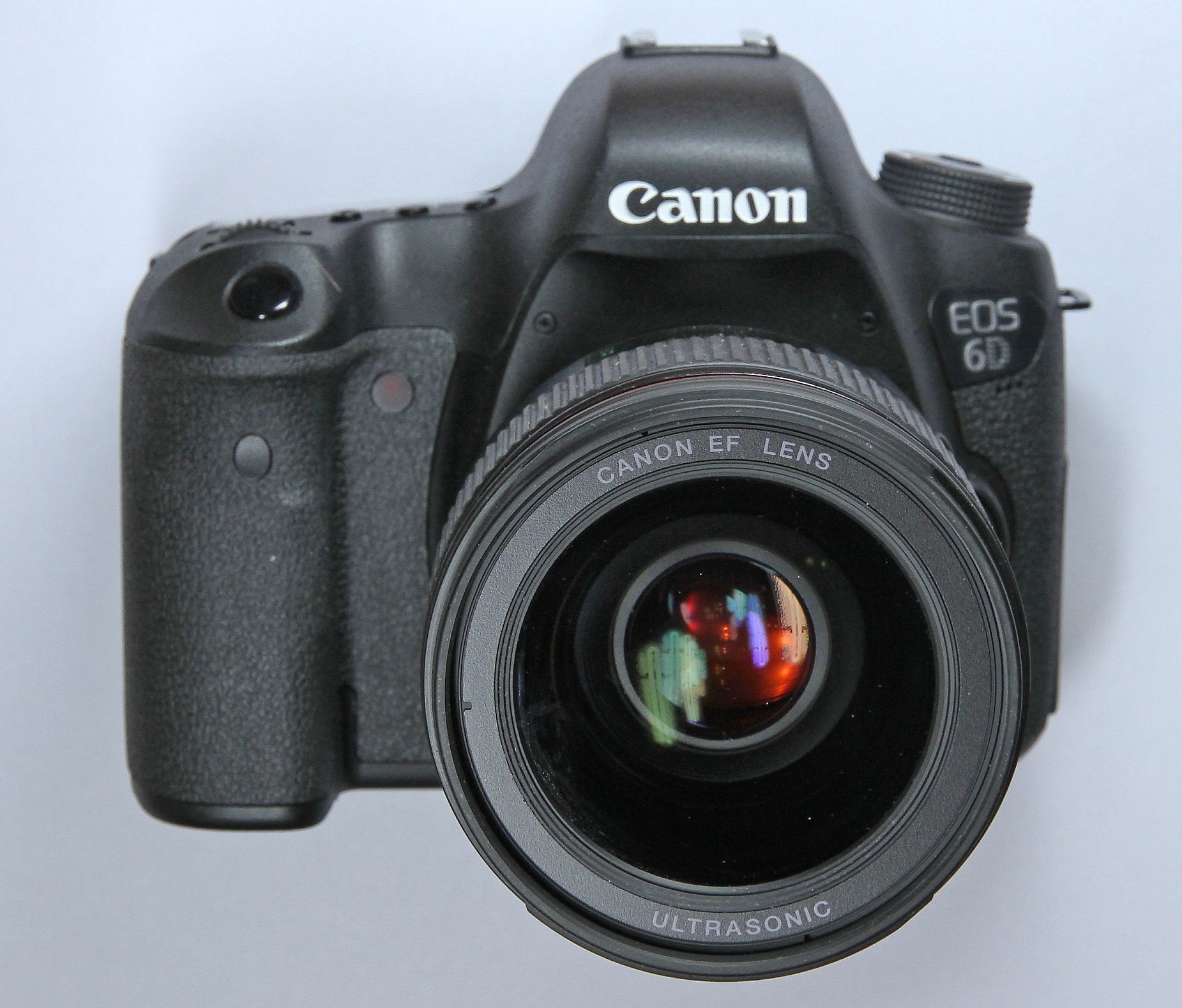
前面
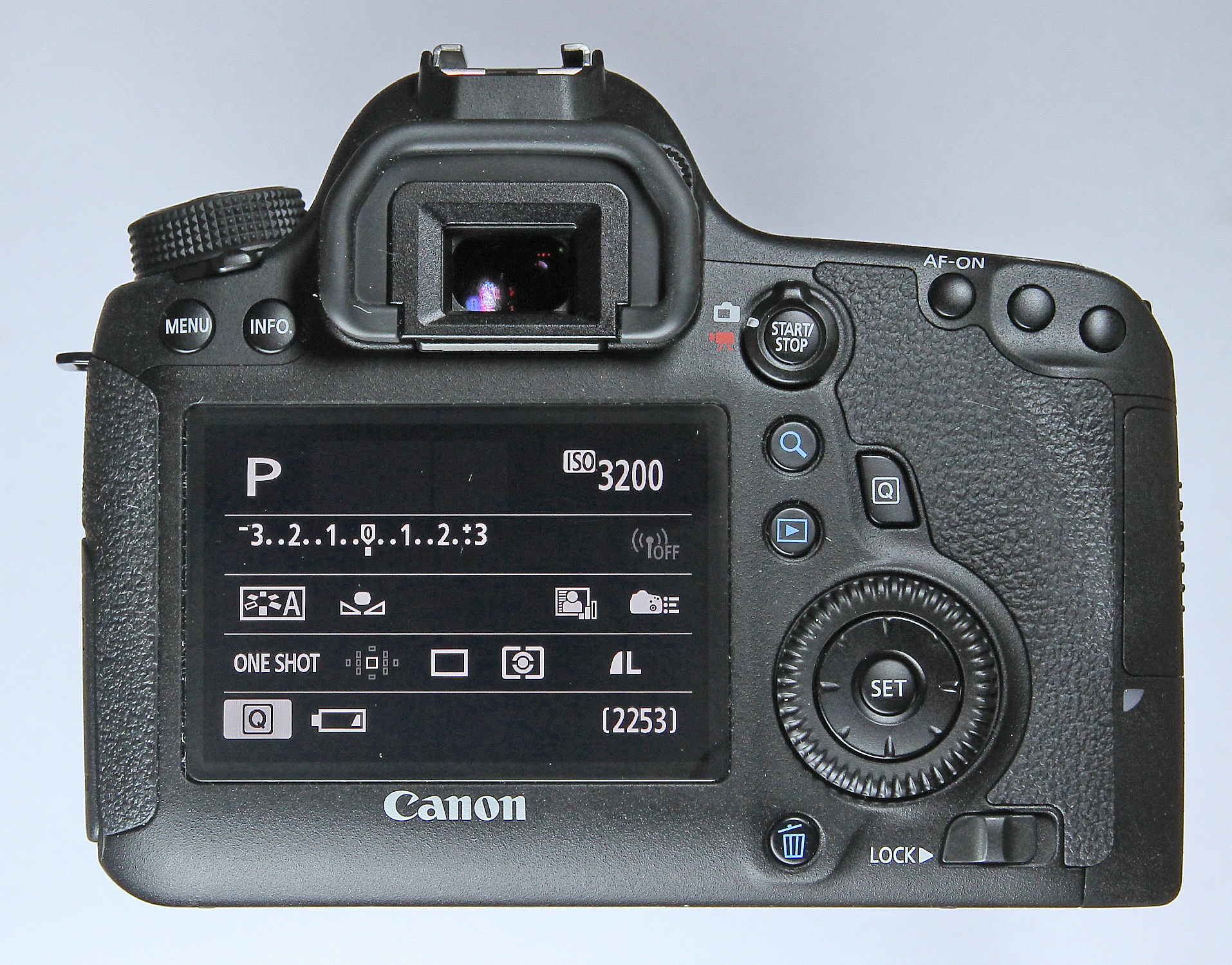
背面
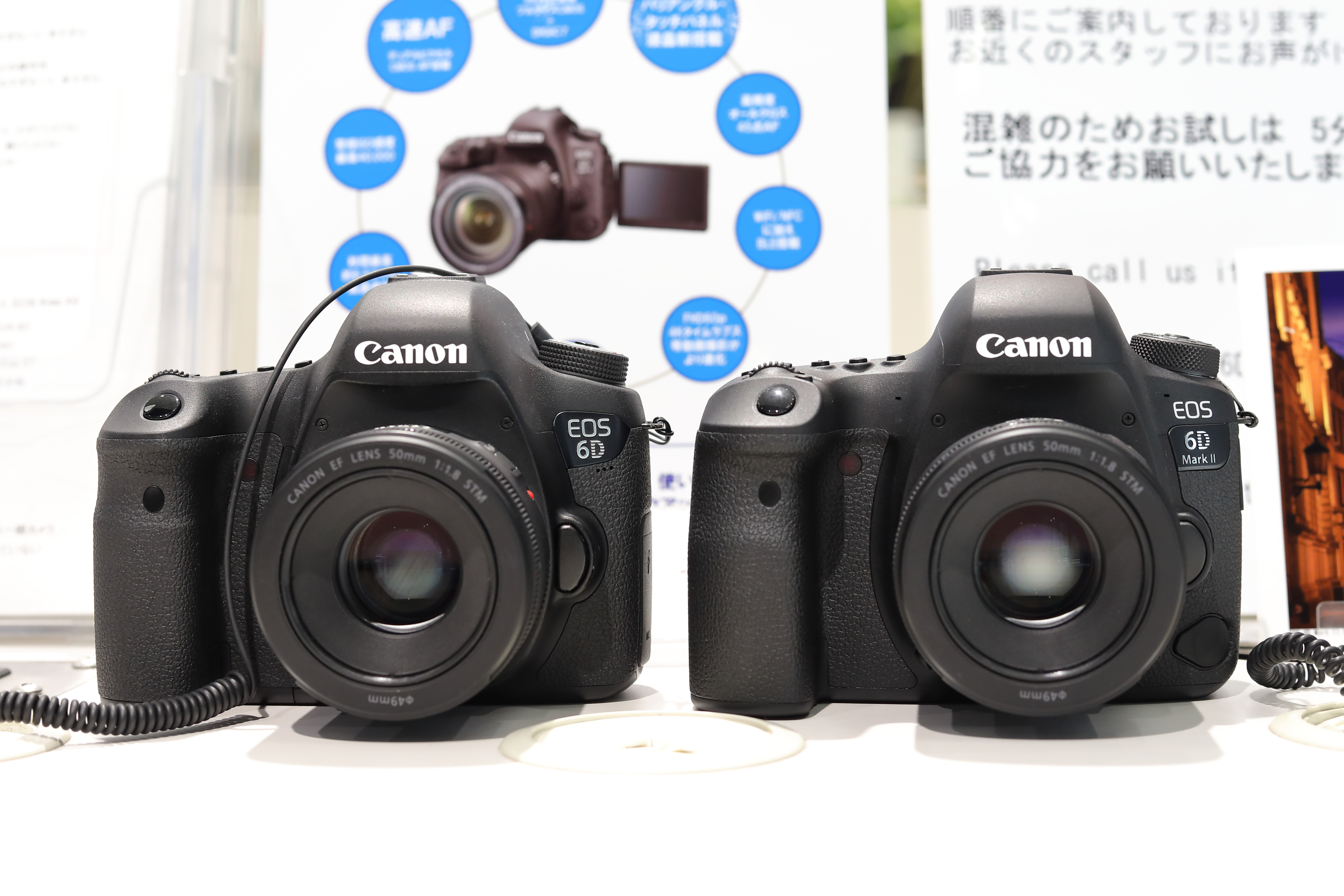
後継機EOS 6D Mark II（右）との並び